# Expédition britannique à l'Everest de 1924

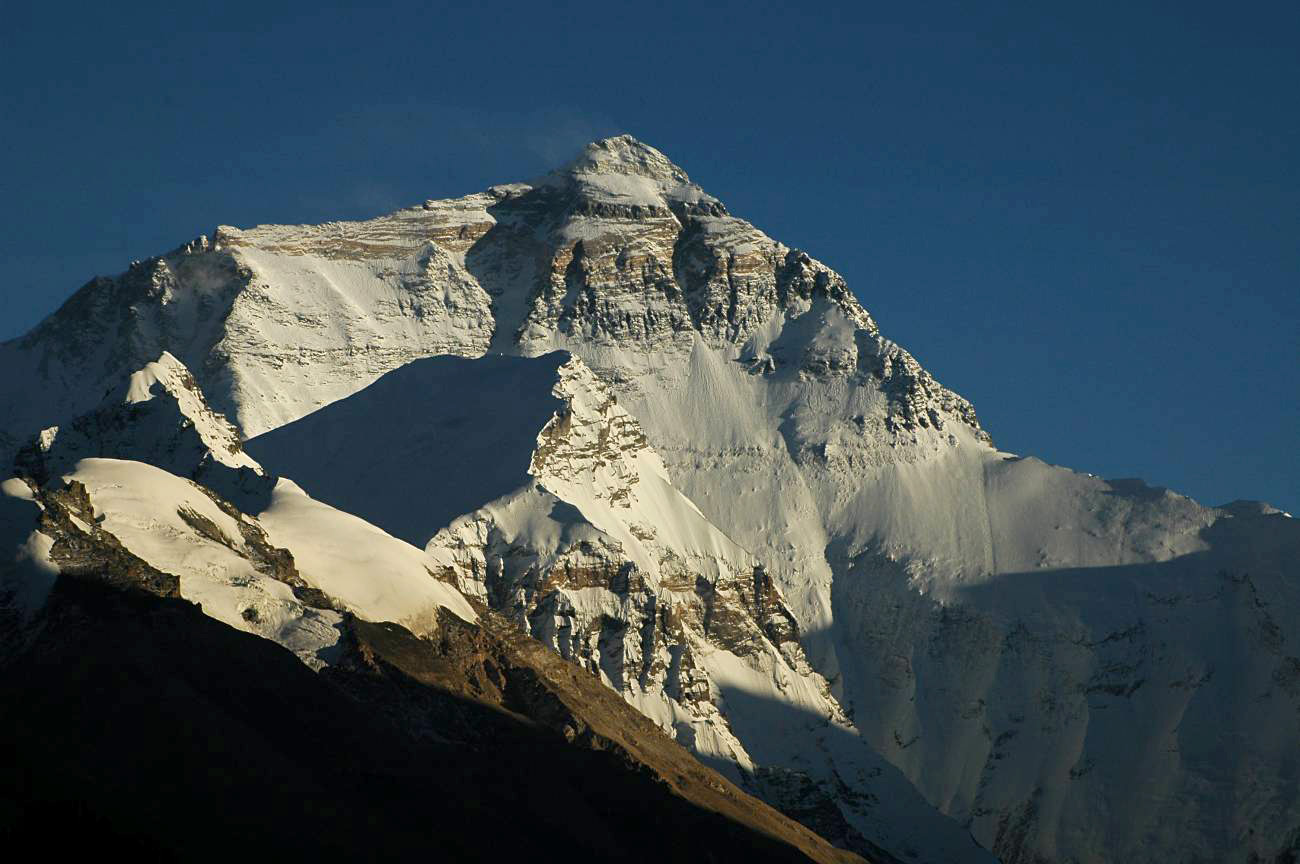
Face nord de l'Everest.

L’expédition britannique à l'Everest de 1924 est – après celle de 1922 – la deuxième expédition d'alpinisme ayant pour objectif d'effectuer la première ascension de l'Everest:1. Deux premières tentatives échouent mais permettent à Edward Norton d'établir un nouveau record d'altitude en atteignant 8 572 m:11. Les alpinistes George Mallory et Andrew Irvine disparaissent au cours de la troisième tentative, ce qui met fin à l'expédition. Leur disparition donne lieu à des spéculations pour savoir s'ils ont atteint ou non le sommet trente ans avant Edmund Hillary et Tensing Norgay:1. Le corps de Mallory est retrouvé en 1999 à 8 155 m, mais aucun indice ne permet de déterminer s'il a atteint le sommet.

## Contexte et objectifs
Au début du XXe siècle, les Britanniques se lancent dans la course pour atteindre en premier le pôle Nord et le pôle Sud. Ayant échoué dans ces tentatives, ils organisent des expéditions pour vaincre le prétendu « troisième pôle » – le mont Everest, le plus haut sommet de la planète.
Pour les expéditions britanniques antérieures à la Seconde Guerre mondiale, l'Everest ne pouvait être gravi que depuis le nord du Tibet, car le côté sud du Népal était fermé aux Occidentaux à l'époque. Passer par le nord est alors politiquement complexe : cela nécessitait l'intervention persistante des gouvernements britanniques et indiens auprès du Dalai Lama pour qu'il consente à autoriser les expéditions.
Un obstacle majeur de toutes les expéditions souhaitant réaliser l'ascension par le nord de l'Everest est la fenêtre de temps réduite entre la fin de l'hiver et le début des pluies de la mousson. Pour voyager de Darjeeling, au Nord de l'Inde, jusqu'au Sikkim, au Tibet, il faut gravir de hauts cols enneigés à l’est de la région du Kangchenjunga. Après cette première étape commence un long voyage dans la vallée de la rivière Arun (en) et la vallée de Rongbuk jusqu'à la base de la face nord de l'Everest. Le transport est assuré par des chevaux, des ânes, des yaks et des dizaines de porteurs locaux. Les membres de l'expédition arrivent à l'Everest à la fin avril, ce qui ne leur laisse alors que six à huit semaines avant le début de la mousson.
Un objectif secondaire de l'expédition est de cartographier la région occidentale du glacier de Rongbuk. Le Geological Survey of India envoie un arpenteur gurkha avec l'expédition:149.

## Préparatifs
Deux expéditions ont précédé celle de 1924. L'expédition de reconnaissance de 1921 (en) conduite par Harold Raeburn trouve un itinéraire potentiel le long de l'arête nord-est. Plus tard, George Mallory propose une voie plus longue pour atteindre le col Nord et continuer le long de l'arête nord, puis de l'arête nord-est jusqu'au sommet. Cette approche semble alors la « plus facile » pour atteindre le sommet. Après avoir découvert l'accès à la base du col Nord via le glacier de Rongbuk oriental, l'itinéraire complet est exploré et paraît être une meilleure option. Plusieurs tentatives d'ascension de la voie proposée par Mallory sont réalisées pendant l'expédition de 1922.
À la suite de cette expédition, un temps de préparation insuffisant et le manque de moyens financiers empêchent la tenue d'une expédition en 1923. Le Common Everest Committee a en effet perdu la somme de 700 £ dans la faillite de l'Alliance Bank of Simla (en). La troisième expédition est donc repoussée à l'année 1924,.
Comme les deux précédentes expéditions, celle de 1924 est également organisée et financée par la Royal Geographical Society et l'Alpine Club, réunis au sein du Mount Everest Committee. Le captain, John Noel, apporte une contribution financière importante, en échange de l'intégralité des droits photographiques. L'organisation a recours à des stratégies militaires, avec du personnel militaire.
L'un des changements importants est le rôle des porteurs. L'expédition de 1922 a constaté que plusieurs d'entre eux étaient capables d'atteindre des altitudes importantes et d'acquérir rapidement des compétences en alpinisme. Ce changement de perception des porteurs et leur plus grande implication dans l'ascension donnent lieu en 1953 à la présence de Tenzing Norgay dans la cordée victorieuse, aux côtés d'Edmund Hillary. Le système « sahib-porteur » des premières expéditions se transforme progressivement en relation « guide professionnel-client » où les « porteurs » sherpas sont de vrais professionnels de l'alpinisme et les Occidentaux principalement des clients plus faibles physiquement.
Tout comme en 1922, l'expédition britannique de 1924 apporte de l'oxygène en bouteille. Les dispositifs respiratoires ont été améliorés en deux ans, mais ils ne sont toujours pas fiables. De plus, l'utilisation de cette assistance ne faisait pas consensus. Il s'agit des débuts d'un débat qui dure aujourd'hui encore : les « puristes » prétendent que le recours à l'oxygène (qui réduit les effets de l'altitude de quelques milliers de mètres) est incompatible avec l'idéal d'une ascension avec des « moyens équitables » (en anglais : by fair means).

### Participants
L'expédition est dirigée par le même chef que celle de 1922, le general Charles G. Bruce. Il est responsable de la gestion de l'équipement et des fournitures, de l'embauche de porteurs et du choix de l'itinéraire vers la montagne.
La question de savoir quels alpinistes constitueraient les équipes d'attaque n'est pas facile. À la suite de la Première Guerre mondiale, toute une génération de jeunes hommes forts a été décimée. George Mallory fait à nouveau partie de l'expédition, avec Howard Somervell, Edward « Teddy » Norton et Geoffrey Bruce. George Ingle Finch, qui a atteint une altitude record en 1922, est proposé comme membre mais il n'est finalement pas retenu. Les raisons invoquées par le Comité sont le fait qu'il a divorcé et qu'il a accepté de l'argent pour donner des conférences[réf. nécessaire]. L'influent secrétaire général du Comité, Arthur Hinks, déclare alors qu'il est inconcevable qu'un Australien soit le premier au sommet de l'Everest. Les Britanniques veulent que l'ascension soit un exemple de leur esprit conquérant pour remonter le moral de la nation. Mallory refuse dans un premier temps de participer à l'expédition sans Finch, mais il change d'avis après avoir été personnellement convaincu par la famille royale britannique à la demande d'Hinks.
De nouveaux membres intègrent l'expédition, parmi lesquels Noel Odell, Bentley Beetham et John de Vars Hazard. La présence d'Andrew « Sandy » Irvine, un étudiant ingénieur qu'Odell connaissait depuis une précédente expédition au Spitsberg, fait figure d'« expérience » pour l'équipe et elle est destinée à tester ce « sang neuf » sur les pentes de l'Everest. Grâce à ses connaissances techniques et mécaniques, Irvine permettra d'améliorer les capacités de l'équipement à oxygène, de réduire son poids et d’effectuer de nombreuses réparations sur celui-ci et d'autres équipements d'expédition.
Les participants ne sont pas seulement retenus pour leurs compétences en alpinisme, ils sont également sélectionnés en fonction de leur statut familial, de leur expérience militaire, ainsi que leur diplôme universitaire. L'expérience militaire est alors de la plus haute importance pour la presse et pour le grand public. Richard B. Graham, qui a reçu une éducation quaker, est initialement retenu, mais il doit renoncer après avoir été informé que certains membres de l'expédition se sont opposés au fait de grimper avec un homme qui a refusé de se battre pendant la guerre[réf. à confirmer].
L'expédition est composée – outre un grand nombre de porteurs – des personnes suivantes :
| Nom                             | Fonction                             | Profession                     |
| ------------------------------- | ------------------------------------ | ------------------------------ |
| Charles G. Bruce                | Chef de l'expédition                 | Militaire (brigadier-général)  |
| Edward Felix Norton             | Sous-chef de l'expédition, alpiniste | Militaire (lieutenant-colonel) |
| George Mallory                  | Alpiniste                            | Enseignant                     |
| Bentley Beetham                 | Alpiniste                            | Enseignant                     |
| Geoffrey Bruce                  | Alpiniste                            | Militaire (captain)            |
| John de Vars Hazard             | Alpiniste                            | Ingénieur                      |
| Richard William George Hingston | Médecin de l'expédition              | Médecin militaire (major)      |
| Andrew Irvine                   | Alpiniste                            | Élève ingénieur                |
| John B.L. Noel                  | photographe, caméraman               | Militaire (captain)            |
| Noel E. Odell                   | Alpiniste                            | Géologue                       |
| E.O. Shebbeare                  | Officier de liaison, interprète      | Forestier                      |
| Dr T. Howard Somervell          | Alpiniste                            | Médecin                        |

## Le voyage

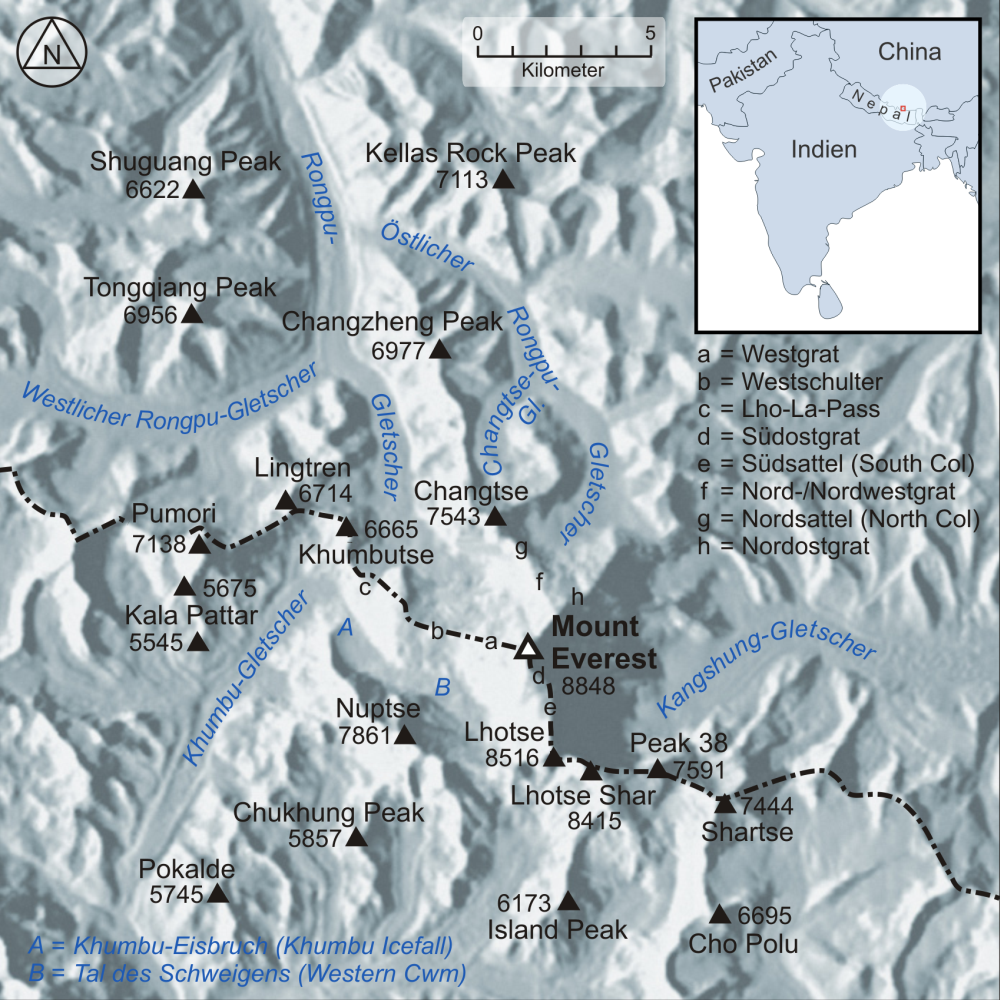
Carte de la région de l'Everest.

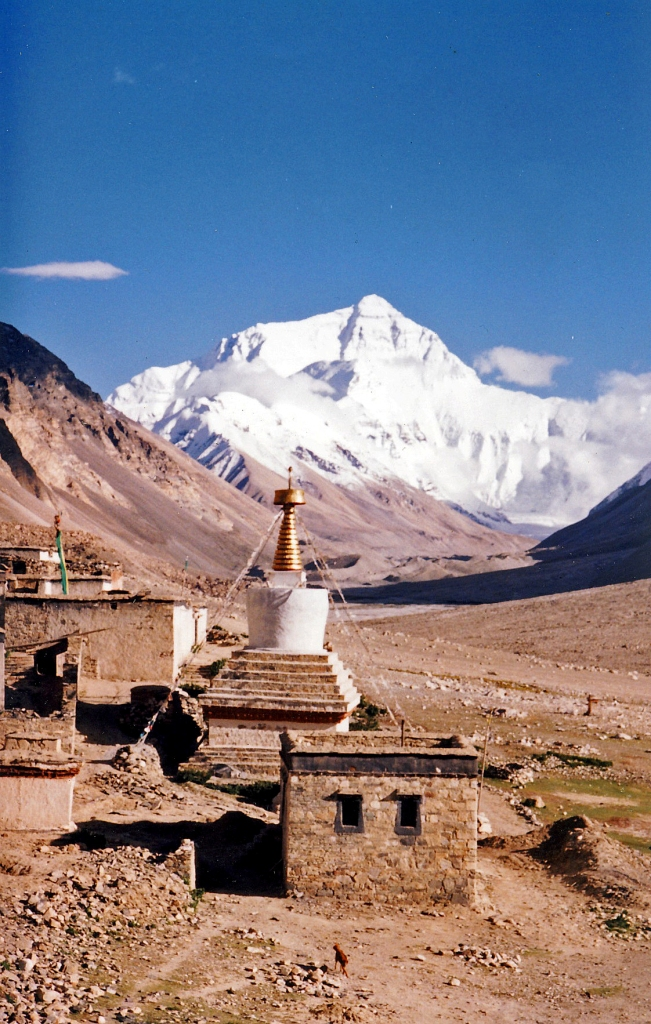
Le monastère de Rongbuk (Rombuk Gompa), avec l'Everest en arrière-plan.

Fin février 1924, Charles et Geoffrey Bruce, Norton et Shebbeare arrivent à Darjeeling où ils sélectionnent des porteurs tibétains et sherpas. Ils engagent à nouveau Karma Paul pour les traductions et le sardar Gyalzen (chef des porteurs). Ils achètent également de la nourriture et du matériel. Fin mars 1924, tous les membres de l'expédition sont arrivés à Darjeeling et le voyage en direction de l'Everest commence. Ils suivent le même itinéraire que lors des expéditions de 1921 et 1922. Pour éviter de surcharger les dak bungalows (en), ils voyagent en deux groupes et arrivent à Yatung début avril. Phari Dzong est atteint le 5 avril. Après des négociations avec les autorités tibétaines, l'essentiel de l'expédition a suivi l'itinéraire connu jusqu'à Kampa Dzong alors que Charles Bruce et un petit groupe prennent un itinéraire plus facile. À ce moment-là, Bruce est atteint par la malaria et il est contraint de céder temporairement le commandement de l'expédition à Norton. Le 23 avril, l'expédition arrive à Shekar Dzong, puis au monastère de Rongbuk le 28 avril, à quelques kilomètres de l'emplacement retenu pour le camp de base. Le lama du monastère de Rongbuk étant malade, il ne peut s'entretenir avec les Britanniques et les porteurs ni exécuter les cérémonies bouddhistes de puja. Le lendemain, l'expédition atteint l'emplacement du camp de base à l'extrémité du glacier de la vallée de Rongbuk. Les conditions météorologiques, bonnes pendant l'approche, évoluent peu à peu et le temps devient froid et neigeux.

## Itinéraire envisagé
En 1921, Mallory a entrevu un itinéraire possible, depuis le col Nord, pour atteindre le sommet. Cet itinéraire suit le glacier oriental du Rongbuk jusqu'au col Nord. De là, les crêtes venteuses (arête nord et arête nord-est) semblent permettre une ascension jusqu'au sommet. Sur l'arête nord-est, un obstacle bloque la voie à 8 605 m. Il s'agit du « deuxième ressaut (en) » (en anglais : Second Step), dont la difficulté est inconnue en 1924. Le deuxième ressaut est une formation rocheuse soudainement plus raide d'une hauteur totale de 30 m. Il se termine par une paroi de 5 à 7 mètres, quasi-verticale, finalement gravie pour la première fois par une expédition chinoise en 1960. Il est équipé d'une échelle, depuis 1975.
Depuis 1922, les Britanniques ont concentré leurs tentatives d'ascension essentiellement le long de la crête. Ils ont traversé la face nord vers le Grand couloir (plus tard renommé « couloir Norton (en) »), grimpé le long de la limite du couloir, puis tenté d'atteindre la pyramide sommitale. Cette voie ne sera pas couronnée de succès jusqu'à ce que Reinhold Messner l'emprunte au cours de son ascension en solitaire en 1980. 

## Installation des camps
L'emplacement des camps d'altitude est planifié avant l'expédition. Le camp I (5 400 m) est installé comme camp intermédiaire à la base du glacier de Rongbuk oriental vers la vallée principale. Le camp II (vers 6 000 m) est également un camp intermédiaire, à mi-chemin avec le camp III (camp de base avancé, à 6 400 m) à environ 1 km des pentes glacées menant au col Nord.
Le matériel est transporté par quelque 150 porteurs depuis le camp de base jusqu'au camp de base avancé. Les porteurs sont alors payés environ 1 shilling par jour. Fin avril, le camp de base avancé est agrandi, un travail qui s'est terminé la première semaine de mai.
Les premières tentatives d'ascension sont repoussées en raison d'une tempête de neige. Le 15 mai, les membres de l'expédition reçoivent les bénédictions du lama au monastère de Rongbuk. La météo s'améliorant, Norton, Mallory, Somervell et Odell arrivent le 19 mai au camp III. Le lendemain, ils commencent à installer des cordes fixes en direction du col Nord. Ils installent le camp IV le 21 mai à 7 000 m d'altitude.
Les conditions météorologiques se dégradent à nouveau. John de Vars Hazard reste au camp IV sur le col Nord avec douze porteurs et peu de nourriture. Finalement, Hazard parvient à redescendre, accompagné seulement de huit porteurs. Les quatre autres porteurs, qui sont tombés malades, sont secourus par Norton, Mallory et Somervell. Tous les membres de l'expédition se rassemblent au camp I. Là, les quinze porteurs ayant fait preuve de la meilleure condition physique et de la plus grande compétence en alpinisme sont choisis et surnommés les « tigres »,.

## Tentatives d'ascension
La première tentative est confiée à Mallory et Bruce[Lequel ?] ; en cas d'échec, Somervell et Norton effectueraient une deuxième tentative. Odell et Irvine devaient se placer en soutien des équipes d'assaut depuis le camp IV sur le col Nord, alors que Hazard resterait positionné au camp III. Les alpinistes placés en soutien formeraient les équipes de réserve, dans l'éventualité d'une troisième tentative. Les deux premières tentatives sont prévues sans le recours à l'oxygène en bouteille.

### Première tentative: Mallory et Bruce
Le 1er juin 1924, Mallory et Bruce entament la première tentative depuis le col Nord, accompagnés par neuf porteurs « tigres ». L'emplacement du camp IV, 50 m sous le col Nord, est relativement protégé. Lorsqu'ils quittent le camp, les hommes se retrouvent exposés aux vents violents et glacés qui balayaient la face nord. Avant d'avoir pu installer le camp V à 7 700 m, quatre porteurs abandonnent leur charge et font demi-tour. Pendant que Mallory tasse la neige pour installer les tentes, Bruce et un « tigre » récupèrent les charges abandonnées. Le lendemain, trois des « tigres » refusent de poursuivre plus haut, la tentative échoue sans qu'il soit possible d'installer le camp VI à 8 170 m, comme cela était prévu. En redescendant, à mi-chemin vers le camp IV, la première équipe croise Norton et Somervell qui commençaient leur tentative,.

### Deuxième tentative: Norton et Somervell
La deuxième tentative débute le 2 juin, Norton et Somervell se mettent en marche avec le soutien de six porteurs. Étonnés d'avoir vu Mallory et Bruce redescendre si tôt, ils se demandent si leurs porteurs accepteront de continuer au-delà du camp V. Cette crainte est en partie justifiée et deux porteurs sont renvoyés au camp IV, mais les quatre autres passent la nuit avec les deux Britanniques au camp V. Le lendemain, trois porteurs transportent le matériel pour établir le camp VI à 8 170 m dans une petite niche. Les porteurs sont ensuite renvoyés au camp IV sur le col Nord.
Le 4 juin, Norton et Somervell se lancent vers le sommet à 6 h 40, plus tard qu'initialement prévu. Une bouteille d'eau a été renversée par maladresse, et les Britanniques doivent faire fondre de la neige pour la remplir à nouveau, ce qui les met en retard. Le litre d'eau que chaque homme prend avec lui est tout à fait insuffisant pour leur ascension ; il s'agit d'une erreur chronique faite par les expéditions avant la Seconde Guerre mondiale. Le temps est idéal. Après avoir remonté l'arête nord sur plus de 200 m, ils décident de traverser la face nord en diagonale mais, ne disposant pas d'oxygène supplémentaire pour contrer les effets de l’altitude, ils sont obligés de s'arrêter fréquemment pour se reposer.
Vers midi, Somervell est incapable de continuer à progresser. Norton continue seul et traverse le profond ravin qui mène à la base orientale de la pyramide sommitale. Ce ravin sera nommé « couloir Norton » ou « Grand couloir ». Au cours de cette ascension en solitaire, Somervell prend l'une des photographies les plus remarquables de l'histoire de l'alpinisme. Elle montre Norton à près de 8 570 m, essayant de grimper sur un terrain escarpé et glacé avec quelques plaques de neige fraîche. Norton établit un nouveau record d'altitude, qui ne sera battu que 28 ans plus tard, lorsque Raymond Lambert et Tenzing Norgay, membres de l'expédition suisse de 1952 atteignent 8 611 m sur la face Sud.
Norton se trouve à moins de 280 m (distance verticale) du sommet lorsqu'il décide de faire demi-tour en raison de la difficulté grandissante du terrain, du manque de temps et de la fatigue. Il rejoint Somervell à 14 h et ils entament la descente. Peu de temps après, Somervell fait tomber son piolet qui dévale la face Nord, hors de vue de Norton:113.
Alors qu'il suit Norton, Somervell ressent une compression au niveau de la gorge et ne parvient plus à respirer, il s'assied pour attendre sa mort. Dans une dernière tentative désespérée, il compresse sa poitrine de ses bras et  retrouve soudainement le souffle. Il reprend la descente pour rattraper Norton, qui a maintenant 30 minutes d'avance et qui ignore ce qui est arrivé à son partenaire.
Sous le camp V l'obscurité tombe, mais les deux hommes parviennent à rallier le camp IV à 21 h 30 en utilisant des lampes torches:115. Les deux hommes sont épuisés, Mallory leur propose de l'oxygène, mais ils souhaitent avant tout boire de l'eau. Pendant la nuit, Mallory fait part à Norton, responsable de l'expédition, de sa volonté de faire une troisième tentative avec Andrew Irvine en utilisant de l'oxygène,.
Cette nuit-là, Norton est frappé d'une douleur intense aux yeux. Le lendemain matin, il souffre de cécité des neiges et ne peut voir pendant près de 60 heures. Norton reste au camp IV le 5 juin ; parlant un peu népalais, il coordonne les porteurs depuis sa tente:117. Le 6 juin, Norton est transporté au camp III (camp de base avancé) par un groupe de six porteurs qui se relaient pour le porter:119. Dans le film, The Epic of Everest, Norton est transporté par un seul porteur au camp III:01:07:29.

### Troisième tentative: Mallory et Irvine
Pendant la tentative de Somervell et de Norton, Mallory et Bruce sont redescendus au camp III (camp de base avancé) avant de remonter au camp IV (col Nord) avec de l'oxygène.
Le 5 juin, Mallory et Irvine sont au camp IV. Mallory fait part à Norton de sa volonté de faire une tentative avec Irvine. Norton étant le chef de l'expédition depuis que Bruce est tombé malade et Mallory étant le grimpeur le plus expérimenté, il accepte cette proposition, bien qu'Irvine manque indéniablement d'expérience à haute altitude. Irvine n'est pas choisi principalement pour ses capacités en escalade, mais plutôt en raison de ses compétences techniques avec les dispositifs d'approvisionnement en oxygène. De plus, Mallory et Irvine sont rapidement devenus de bon amis lors des longues journées passées ensemble sur le navire qui les conduisait en Inde et Mallory estime le jeune homme de 22 ans « aussi fort qu'un bœuf »[réf. nécessaire].
Le 6 juin, Mallory et Irvine se mettent en marche vers le camp V à 8 h 40 avec huit porteurs:125. Ils transportent un appareil à oxygène modifié à deux cylindres ainsi qu'une ration de nourriture pour une journée. Leur charge est estimée à 25 livres (11,34 kg) chacun. Odell les prend en photo, la dernière photo des deux hommes vivants. Le film The Epic of Everest montre une scène, ce jour-là, d'un groupe de dix personnes remontant l'arête, mais à plus de 3 km de distance, seules de minuscules figures peuvent être aperçues. Ce soir-là, après 17 h, quatre des porteurs redescendent du camp V avec une note écrite par Mallory : « Il n'y a pas de vent ici et l’espoir est de mise »,:125.

Le 7 juin, Odell et Nema, un porteur, montent au camp V en soutien à l'équipe qui allait tenter le sommet:125. En montant au camp V, Odell récupère un appareil respiratoire à oxygène qui a été abandonné par Irvine sur l'arête et découvre qu'il lui manque son embouchure:126. Odell le rapporte au camp V dans l'espoir d'y trouver la pièce manquante, mais elle n'y est pas:126. Peu après l'arrivée d'Odell au camp V, les quatre derniers porteurs qui ont accompagné Mallory et Irvine redescendent du camp VI. Les porteurs transmettent à Odell le message suivant : 

« Cher Odell,
Nous sommes terriblement navrés d'avoir laissé un tel bazar derrière nous — notre réchaud Unna est tombé dans la pente au dernier moment. Faites en sorte de retourner demain au camp IV à temps, pour évacuer avant la nuit, comme j'espère le faire. Dans la tente, je dois avoir laissé une boussole — Par la grâce de Dieu, sauvez-la : nous n'en avons pas. À partir de là sur 90 atmosphères pour les deux jours — Nous partirons probablement avec deux bouteilles — mais quelle sacrée charge pour grimper. Temps parfait pour le boulot !

Vôtre pour toujours,
G Mallory,:126, »

Un autre message confié aux porteurs a pour contenu :

« Cher Noel,

Nous démarrerons probablement tôt demain (le 8) de manière à avoir un temps clair. Il ne sera pas trop tôt pour nous apercevoir soit traversant la bande rocheuse sous la pyramide soit allant droit vers l'horizon à 8 heures du soir.

Vôtre pour toujours,
G Mallory,,. »

Noel comprend qu'il s'agit bien de « 8 heures du matin » et quel est l'endroit auquel Mallory fait référence, car ils ont discuté auparavant du fait que la « bande rocheuse » et la ligne d'« horizon » pouvaient être observées en même temps avec la caméra:1:11:53. Nema commençant à être malade, Odell le renvoie au camp IV, ainsi que les quatre porteurs restants, avec une lettre pour Hazzard.
Le 8 juin, John Noel et deux porteurs se rendent au point de vue photographique au-dessus du camp III (camp de base avancé) pour tenter d'apercevoir les grimpeurs. Ils y parviennent à 8 h 0 du matin et dès lors se relayent avec un télescope. La caméra est installée, braquée sur l'endroit convenu et prête à fonctionner si Mallory et Irvine apparaissent. Mais ils ne repèrent personne et continuent à observer l'arête sommitale jusqu'à ce que les nuages les en empêchent vers 10 heures du matin.
Le matin du 8 juin, Odell se réveille à 8 h 0 et rapporte que la nuit a été sans vent et qu'il a bien dormi:128. À 8 h 0, il commence à monter vers le camp VI pour faire des recherches géologiques et soutenir Mallory et Irvine. La montagne est alors recouverte par le brouillard, de sorte qu'il ne peut pas voir clairement la crête nord-est le long de laquelle Mallory et Irvine ont l'intention de grimper. À 7 900 m, il grimpe sur un petit affleurement. À 12 h 50, le brouillard se dissipe soudainement. Odell note dans son journal, « ai vu M & I sur l'arête, près de la base de la pyramide finale ». Dans un premier rapport daté du 5 juillet au Times, il fournit de plus amples informations. Odell était tout  excité d'avoir trouvé les premiers fossiles sur l'Everest quand une soudaine éclaircie lui permit de voir l'arête sommitale et la pyramide finale de l'Everest. Il vit alors un minuscule point noir qui se déplaçait sur une petite crête de neige sous un rocher sur l'arête. Un deuxième point noir se dirigeait vers le premier. Le premier point atteignit la crête de l'arête (broke skyline). Il ne pouvait pas être certain que le deuxième point l'ait également atteint.
Odell estime alors que les deux grimpeurs ont atteint la base du deuxième ressaut. Il est inquiet parce que Mallory et Irvine semblent avoir cinq heures de retard sur l'horaire prévu. Après cette observation, Odell continue vers le camp VI où il trouve la tente dans un grand désordre. À 14 h, une tempête de neige intense commence à s'abattre sur le camp. Odell sort malgré les bourrasques dans l'espoir de signaler le camp aux deux grimpeurs qui, selon lui, devaient maintenant redescendre. Il crie et siffle afin de les aider à repérer les tentes, mais finit par renoncer en raison du froid intense. Odell reste au camp VI jusqu'à ce que la tempête se calme vers 16 h. Il scrute la montagne à la recherche de Mallory et Irvine mais ne voit personne.
Le camp VI ne comptant qu'une tente pour deux personnes et Mallory lui ayant conseillé de redescendre avant la nuit, Odell quitte le camp VI et entreprend de redescendre au camp IV sur le col Nord. Il entame la descente à 16 h 30 et arrive au camp IV à 18 h 45. Le lendemain, n'ayant pas de nouvelles de Mallory et d'Irvine, Odell se remet en marche vers le camp VI accompagné de deux porteurs. Vers 15 h 30, ils arrivent au camp V où ils passent la nuit. Le lendemain, Odell se rend seul au camp VI qu'il trouve dans l'état dans lequel il l'a laissé deux jours plus tôt. Il monte ensuite jusqu'à 8 200 m mais ne voit aucune trace des deux alpinistes manquants. Au camp VI, il dispose six couvertures en croix dans la neige, un signal pour le camp de base avancé signifiant « Aucune trace présente, Abandonne tout espoir, Attends les ordres ». Odell redescend au camp IV et, dans la matinée du 11 juin, les Britanniques redescendent les pentes du col Nord et quittent la montagne, mettant fin à l'expédition. Cinq jours plus tard, ils font leurs adieux au lama du monastère de Rongbuk,.

## Après l'expédition
Les participants à l'expédition érigent un cairn en mémoire des hommes ayant trouvé la mort dans les années 1920 sur l'Everest : les sept porteurs en 1922 et les deux Britanniques en 1924. Mallory et Irvine deviennent des héros nationaux. Le Magdalene College, l'un des collèges de l'université de Cambridge, où Mallory a étudié, érige un mémorial en pierre dans l'une de ses cours – qui est renommée du nom de Mallory. L'université d'Oxford, où Irvine a étudié, érige également un monument à sa mémoire. Une cérémonie a lieu dans la cathédrale Saint-Paul de Londres, à laquelle assistent le roi George V et d'autres dignitaires, ainsi que les familles et amis des deux alpinistes.
Le film officiel de l'expédition The Epic of Everest, produit par John Noel, provoque un incident diplomatique connu plus tard sous le nom d'« affaire des lamas dansant (en) ». Un groupe de moines est conduit clandestinement hors du Tibet et il leur est demandé d'interpréter un chant et une danse avant chaque projection du film. Cet épisode offense grandement les autorités tibétaines. À la suite de cela et du fait que les Britanniques s'étaient livrés à diverses activités non autorisées pendant l'expédition, le Dalaï Lama refusera l'accès à de nouvelles expéditions jusqu'en 1933.

### Observation de Mallory et Irvine par Odell
Les spécialistes de l'Everest commencent assez tôt à s'interroger quant à l'endroit où Odell prétend avoir vu les deux grimpeurs pour la dernière fois. Beaucoup pensent alors que le « deuxième ressaut », s'il n'était pas infranchissable, ne pouvait pas avoir été gravi dans l’intervalle de cinq minutes comme Odell le prétendait. De là où ils étaient, aussi bien Odell que Norton croient alors que Mallory et Irvine sont parvenus jusqu'au sommet. Odell en fera part à la presse à la fin de l'expédition. Le rapport de l'expédition est présenté à William Martin Conway, un éminent alpiniste, qui estime à son tour que le sommet a été atteint. L'opinion de Conway est alors fondée d'une part sur l'emplacement où les hommes ont été observés pour la dernière fois et, d'autre part, sur les qualités exceptionnelles en alpinisme de Mallory.
Pressé de questions, Odell change plusieurs fois de version quant à l'endroit précis où il a vu les deux points noirs. La plupart des spécialistes pensent alors qu'il a dû apercevoir les deux hommes en train de franchir le premier ressaut, plus simple techniquement. Dans le rapport de l'expédition, il écrit que les grimpeurs se trouvaient sur l'avant-dernier ressaut sous la pyramide sommitale, faisant alors référence, sans ambiguïté, au deuxième ressaut.
Le récit d'Odell sur la situation météorologique varie également. Dans un premier temps, il écrit qu'il pouvait voir toute l'arête ainsi que le sommet. Plus tard, il dira que seule une partie de l'arête était visible à travers le brouillard. Après avoir observé des photos prises par l'expédition de 1933 (en), Odell maintiendra qu'il avait vu les deux grimpeurs au niveau du deuxième ressaut. Peu de temps avant sa mort en 1987, il admet que depuis 1924, il n'a jamais été clair sur le lieu exact le long de l'arête nord-est où il avait vu les points noirs.
Une théorie plus récente suggère que les deux alpinistes se trouvaient en réalité sur le premier ressaut et qu'ils étaient en train de redescendre. Selon cette théorie, ils auraient grimpé sur le ressaut pour prendre des photos de l'itinéraire restant, tout comme les Français l'ont fait en 1981, alors qu'ils étaient eux aussi empêchés de progresser. Quant au fait de savoir sur quel ressaut ils se trouvaient, l'alpiniste Conrad Anker déclare que « c'est difficile à dire parce qu'Odell regardait de manière oblique… vous êtes en altitude, les nuages arrivent » et il ajoute « ils étaient probablement à proximité du premier ressaut lorsqu'ils firent demi-tour, car le premier ressaut en lui-même est très exigeant et le deuxième ressaut est encore plus exigeant… ».

### Découverte du corps de Mallory
- Voie nord globalement similaire à celle suivie par l'expédition de 1924.

| Ligne verte | Voie normale, itinéraire emprunté par Mallory en 1924, camps hauts vers 7 700 et 8 300 m, aujourd'hui, le camp à 8 300 m est légèrement plus à l'ouest (marqué par deux triangles) |
| Ligne rouge | Grand couloir ou couloir Norton |
| †1          | Endroit où le corps de Mallory est trouvé en 1999 |
| ?           | Deuxième ressaut à 8 605 m, env. 30 m, difficulté 5.9 ou 5.10 sur le Yosemite Decimal System                                                                                       |
| a)          | Point atteint par George Finch, avec oxygène, vers 8 325 m |
| b)          | Point atteint par Edward Felix Norton à 8 572 m, sans oxygène en 1924 |

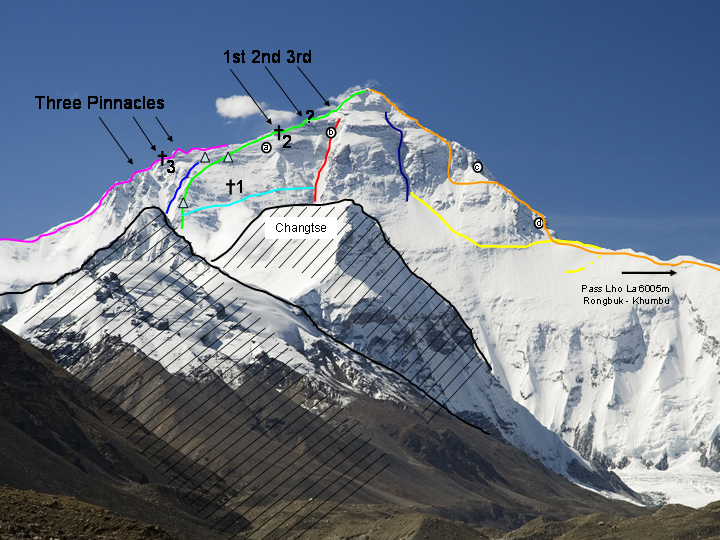
Face nord de l'Everest, voies et repères importants.

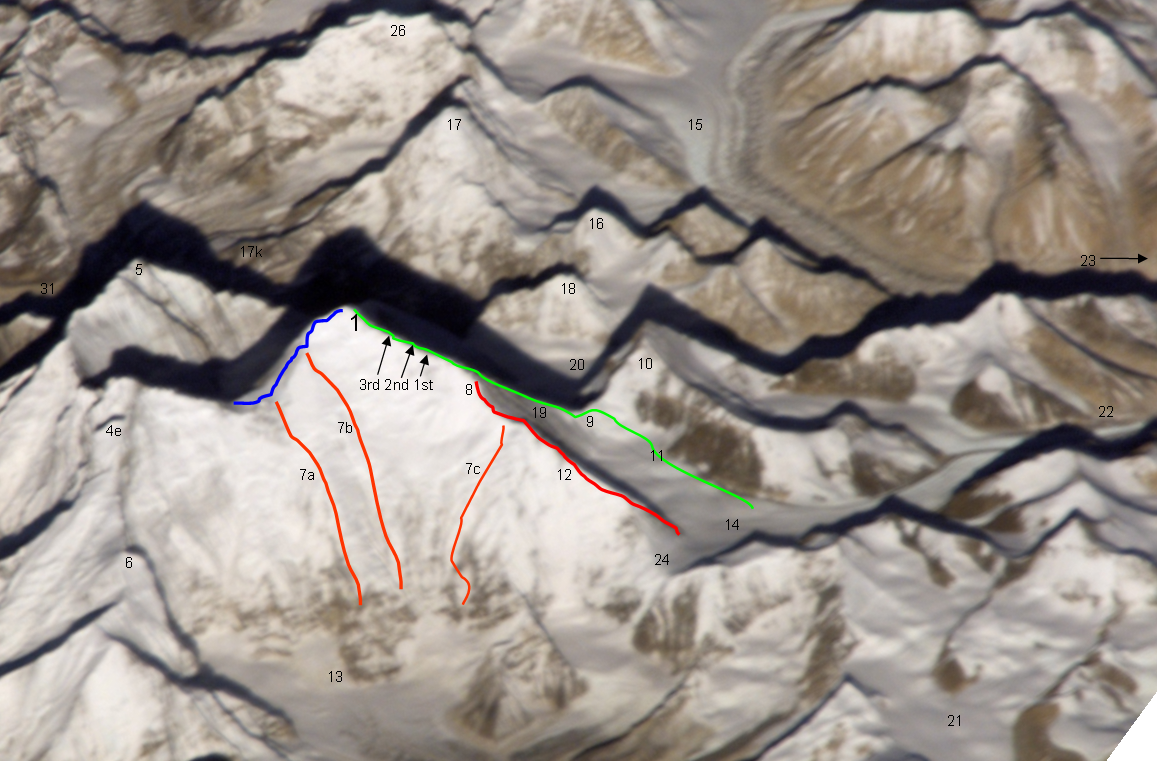
Voie nord globalement similaire à celle suivie par l'expédition de 1924.

Carte des voies d'ascension ouvertes dans les trois faces de l'Everest par différentes expéditions entre 1924 et 1996.

Odell trouve les premiers indices qui pourraient révéler quelque chose sur l'ascension de Mallory et Irvine parmi l'équipement présent dans les camps V et VI. En plus de la boussole de Mallory, qui était normalement un élément essentiel pour les activités d'escalade, il découvre des bouteilles d'oxygène et des pièces de rechange. Ces éléments permettent de penser que Mallory et Irvine ont eu un problème avec les dispositifs d'approvisionnement en oxygène, ce qui pourrait avoir retardé leur départ le matin. Une lampe torche dynamo est également présente dans la tente – elle était toujours en état de marche quand elle est retrouvée par les membres de l'expédition de Ruttledge, neuf ans plus tard.
Lors de sa tentative d'ascension pendant l'expédition britannique de 1933, Percy Wyn-Harris trouve le piolet d'Irvine à 230 mètres à l'est du premier ressaut et à 20 mètres en contrebas de l'arête. Cet emplacement soulève des questions supplémentaires. Selon Wyn-Harris, la zone est composée d'une dalle rocheuse inclinée à 30 degrés, recouverte de galets. Le chef de l'expédition Hugh Ruttledge déclare alors : « Nous avons naturellement porté une attention particulière au problème. Tout d'abord, il semble probable que le piolet se soit retrouvé sur la scène d'un accident mortel. […] sa présence semble indiquer qu'il a été accidentellement lâché au moment d'une chute ou que son propriétaire l'a déposé afin d'avoir les deux mains libres pour tenir la corde,. »
Lors de la deuxième expédition réalisée par les Chinois en 1975, l'alpiniste Wang Hongbao aperçoit un « Anglais mort » à 8 100 m. Cette information est par la suite officiellement démentie par l'Association chinoise d'alpinisme (CMA), mais elle parvient à un grimpeur japonais, qui en fait part à son tour à l'historien Tom Holzel. Une première expédition de recherche de Mallory et Irvine a lieu en 1986, mais elle échoue en raison du mauvais temps.
En 1999, une nouvelle expédition de recherche est organisée par le spécialiste allemand de l'Everest Jochen Hemmleb, et conduite par Eric Simonson. Simonson avait vu de très vieilles bouteilles d'oxygène près du premier ressaut lors de sa première ascension au sommet en 1991. L'une de ces bouteilles est retrouvée en 1999 et elle appartenait bien à Mallory et Irvine, ce qui prouve que les deux hommes étaient au moins parvenus juste en dessous du premier ressaut. Cet emplacement suggère également une vitesse d'ascension d'environ 80-85 mètres verticaux par heure, ce qui indique une bonne progression (étant donné l'altitude) et le fait que les systèmes d'approvisionnement en oxygène fonctionnaient parfaitement. L'expédition tente également de reproduire la position d'Odell, lorsqu'il a vu Mallory et Irvine pour la dernière fois. L'alpiniste Andy Politz indique qu'ils pouvaient clairement identifier chacun des trois ressauts.
La découverte la plus remarquable est celle du corps de George Leigh Mallory à une altitude de 8 159 m. L'absence de blessures importantes indique qu'il n'était pas tombé de très haut. Sa taille est profondément marquée par le frottement de la corde, indiquant que les deux hommes étaient encordés au moment de leur chute. Les blessures de Mallory étaient telles qu'une descente à pied était impossible : son pied droit était presque cassé net et il avait une blessure par perforation – de la taille d'une balle de golf – au niveau du front. Sa jambe intacte recouvrait la jambe cassée, comme pour la protéger. Le neurochirurgien Elliot Schwamm ne pense pas qu'il pouvait être encore conscient après la blessure reçue au front. Il n'y avait pas d'équipement d'oxygène près du corps. Si les deux hommes étaient montés plus haut, leurs bouteilles d'oxygène auraient été vides à ce moment-là et ils les auraient abandonnées à une altitude plus élevée pour se débarrasser de ce poids mort. Mallory ne portait pas de lunettes de protection, bien qu'une paire ait été retrouvée dans sa veste, ce qui peut indiquer que la chute est intervenue de nuit, sur le chemin du retour. Cependant, une photographie contemporaine montre qu'il avait deux paires de lunettes lorsqu'il a commencé son ascension vers sommet. À l'inverse, la photo de sa femme Ruth, qu'il avait l'intention de déposer au sommet, n'était pas dans sa veste. L'absence de cette photo, qu'il avait emportée avec lui tout au long de l'expédition, pourrait laisser penser que les hommes ont atteint le sommet. Cependant, comme son appareil photo de poche Kodak n'a pas été trouvé, il n'y a aucune preuve qu'ils y soient effectivement parvenus,. Cet appareil pourrait contenir la preuve photographique que Mallory et Irvine ont atteint le sommet, et changer l'histoire de l'ascension de l'Everest.

## Spéculations sur une première ascension
Depuis 1924, des théories se développent selon lesquelles Mallory et Irvine ont réussi, les premiers, à atteindre le sommet de l'Everest. Elles ont leurs partisans et leurs opposants, même si une première ascension apparaît aujourd'hui comme très improbable.
Un argument avancé par les opposants est le fait que leurs lainages, leurs vestes et leurs pantalons étaient de trop mauvaise qualité. Cependant, en 2006, Graham Hoyland atteint une altitude de 21 000 pieds (6 400,8 m) équipé de la reproduction exacte des vêtements originaux de Mallory. Il déclare que les vêtements protégeaient très bien et étaient assez confortables. Cependant, un expert en thermorégulation humaine, le professeur George Havenith de l'université de Loughborough (Royaume-Uni), a testé une reconstitution rigoureusement exacte des vêtements de Mallory dans une chambre météorologique. Il conclut : « Si la vitesse du vent avait augmenté, une caractéristique courante de la météo sur l'Everest, l'isolation des vêtements aurait été tout juste suffisante pour une température de −10 °C. Mallory n'aurait pas survécu à la détérioration des conditions. »
L'observation réalisée par Odell est particulièrement intéressante. La lecture des notes d'Odell et les connaissances actuelles font penser qu'il est peu probable que Mallory ait franchi le deuxième ressaut dans un intervalle de 5 minutes. Cet obstacle ne peut pas être gravi aussi rapidement qu'Odell l'a décrit. Seuls le premier et le troisième ressauts peuvent être franchis relativement rapidement. Odell a déclaré que les deux hommes étaient au pied de la pyramide sommitale, ce qui est incompatible avec l'emplacement du premier ressaut, mais il est peu probable que les deux hommes aient pu commencer suffisamment tôt pour atteindre le troisième ressaut à 12 h 50. Le premier ressaut étant éloigné du troisième ressaut, les confondre est également improbable. Il a été suggéré qu'Odell avait pu confondre les grimpeurs avec un vol d'oiseaux, ce qui est arrivé par la suite à Eric Shipton pendant l'expédition de 1933.
Ces théories impliquent également que Mallory et Irvine aient réussi à gravir le deuxième ressaut. Òscar Cadiach est le premier à réussir l'escalade libre du deuxième ressaut en 1985 et il lui attribue la cotation V+. Conrad Anker mène une expérience pour gravir ce ressaut sans l'aide de l'« échelle chinoise », pour recréer les conditions de 1924. En 1999, il ne parvient pas à reproduire une escalade libre car il est contraint de mettre brièvement un pied sur l'échelle alors que celle-ci bloquait la seule prise disponible pour son pied. Il évalue la difficulté du deuxième ressaut à 5.10 – bien au-delà des capacités de Mallory. En juin 2007, il retourne sur place dans le cadre de l'Altitude Everest Expedition 2007 et, avec Leo Houlding (en), ils réalisent l'escalade libre du deuxième ressaut après avoir retiré l'« échelle chinoise » au préalable (elle sera remise par la suite). Houlding évalue la difficulté à 5.9, juste dans les capacités estimées de Mallory. Theo Fritsche escalade le deuxième ressaut en 2001 et l'évalue V+[réf. nécessaire].
Un autre argument allant à l'encontre d'une première ascension est la distance qui sépare le camp VI du sommet. Il n'est normalement pas possible d'atteindre le sommet avant la tombée de la nuit après avoir démarré en plein jour. Cela n'avait jamais été réalisé jusqu'à ce qu'Ed Viesturs parvienne – en 1990 – à atteindre le sommet en ayant parcouru une distance équivalente à celle du parcours que Mallory et Irvine auraient dû effectuer. Toutefois, Viesturs connaissait l'itinéraire, ce qui n'était pas le cas de Mallory et Irvine qui évoluaient en territoire complètement inconnu. En outre, Irvine n'était pas un grimpeur expérimenté et il est peu probable que Mallory ait mis son ami en danger ou qu'il ait poursuivi jusqu'au sommet sans penser à redescendre. De nos jours, les alpinistes qui empruntent un itinéraire similaire à celui des Britanniques en 1924 commencent l'ascension depuis le dernier camp à 8 300 m vers minuit pour éviter de redescendre de nuit ou de passer une deuxième nuit de bivouac sans la protection d'une tente. Ils s'éclairent en outre avec une lampe frontale, un appareil qui n'existait pas en 1924.
On ignore comment et où exactement les deux grimpeurs ont perdu la vie.